# Alexander Dreymon
Alexander Dreymon, pseudonimo di Alexander Doetsch (Monaco di Baviera, 7 febbraio 1983), è un attore e modello tedesco.
È noto per aver interpretato Uhtred di Bebbanburg nella serie televisiva The Last Kingdom.
Altri ruoli importanti che ha svolto sono in Christopher and His Kind e nella serie televisiva American Horror Story: Coven.

## Biografia
Nato a Monaco, Alexander Dreymon, per via della carriera della madre, una professoressa universitaria, trascorre tutta la sua infanzia viaggiando tra Europa e Stati Uniti, in Francia, Germania e Svizzera (arrivando addirittura a visitare Bali, Brasile e Polinesia): infatti parla correntemente inglese,tedesco e francese. Appassionato da sempre di arti marziali e cinema, nel Dakota del Sud ha imparato a cavalcare, entusiasmandosi anche di equitazione.
Alexander ha definito invece suo padre come "assente durante l'infanzia", dato che durante i diversi viaggi lui non seguiva moglie e figlio, e con cui non ha mai avuto rapporti stretti.
Ha frequentato il liceo in lingua inglese a Parigi. Poi, nonostante la madre lo volesse medico, ha trascorso tre anni al Drama Center di Londra dove si è diplomato in recitazione.

## Carriera
Dopo essersi diplomato al Drama Centre London, Dreymon ha iniziato a recitare come attore teatrale a Londra e Parigi, per poi arrivare al cinema, debuttando sullo schermo nel film per la televisione del 2010 Ni reprise, ni échangée, della grande regista televisiva Josée Dayan e in seguito, al fianco di Matt Smith, nel film inglese Christopher and His Kind.
Nel 2013 Dreymon ha poi interpretato Luke Ramsey in cinque episodi della terza stagione della serie televisiva American Horror Story.
Il primo vero ruolo di protagonista è arrivato nel 2015 quando ha iniziato ad interpretare il personaggio principale Uhtred di Bebbanburg nella serie televisiva di Netflix The Last Kingdom; è stato anche il regista del secondo episodio della quinta stagione. Ha continuato a vestire i panni del personaggio Uhtred fino al 2022, quando si è conclusa la serie.

## Vita privata
Spesso vi sono state indiscrezioni sulla sessualità dell'attore: da quando l'attore ha interpretato alcuni ruoli gay nei film, soprattutto il suo personaggio nel film Christopher and His Kind, alcuni giornali hanno sostenuto che fosse davvero omosessuale ma l'attore ha smentito.
Nel dicembre 2019, Alexander Dreymon ha iniziato a frequentare l'attrice americana Allison Williams, conosciuta durante le riprese del film Horizon Line: il 3 settembre 2020 i due si sono sposati. Il 24 dicembre 2021, la coppia ha avuto un figlio.

## Filmografia

### Cinema
- Sotto il vestito niente - L'ultima sfilata, regia di Carlo Vanzina (2011)
- Blood Ransom, regia di Francis dela Torre (2014)
- Blood Moon, regia di Jeremy Wooding (2014)
- Guys Reading Poems, regia di Hunter Lee Hughes (2016)
- Heartlock, regia di Jon Kauffman (2018)
- Resistance - La voce del silenzio, regia di Jonathan Jakubowcz (2020)
- Horizon Line - Brivido ad alta quota (Horizon Line), regia di Mikael Marciman (2020)
- The Last Kingdom - Sette re devono morire (The Last Kingdom: Seven Kings Must Die), regia di Edward Bazalgette (2023)

### Televisione
- Ni reprise, ni échangée, regia di Josée Dayan - film TV (2010)
- Christopher and His Kind, regia di Geoffrey Sax – film TV (2011)
- American Horror Story – serie TV, 5 episodi (2013)
- The Last Kingdom – serie TV, 46 episodi (2015-2022)

## Doppiatori italiani
Nelle versioni in italiano delle opere in cui ha recitato, Alexander Dreymon è stato doppiato da:
- Daniele Giuliani in The Last Kingdom, The Last Kingdom - Sette re devono morire
- Luca Ferrante in American Horror Story